# Catasticta
Catasticta is een geslacht van de vlinders in de familie van de witjes (Pieridae).
De wetenschappelijk naam werd in 1870 gepubliceerd door Arthur Gardiner Butler.

## Soorten
- ondergeslacht Archonoia Reissinger, 1972
  - Catasticta chelidonis (Hopffer, 1874)
  - Catasticta colla (Doubleday, 1847)
  - Catasticta ctemene (Hewitson, 1869)
  - Catasticta grisea Joicey & Rosenberg, 1915
  - Catasticta hebra (Lucas, 1852)
  - Catasticta huancabambensis Joicey & Rosenberg, 1915
  - Catasticta ludovici Eitschberger & Racheli, 1998
  - Catasticta pharnakia (Fruhstorfer, 1907)
  - Catasticta pluvius Tessmann, 1928
  - Catasticta potameoides Reissinger, 1972
  - Catasticta sella Eitschberger & Racheli, 1998
  - Catasticta teutamis (Hewitson, 1860)
- ondergeslacht Catasticta Butler, 1870
  - Catasticta affinis Röber, 1909
  - Catasticta anaitis (Hewitson, 1869)
  - Catasticta aureomaculata Lathy & Rosenberg, 1912
  - Catasticta bithys (Hübner, 1831)
  - Catasticta collina Brown, F, 1939
  - Catasticta corcyra (Felder, C & R Felder, 1859)
  - Catasticta discalba Brown, F & Gabriel, 1939
  - Catasticta distincta Lathy & Rosenberg, 1912
  - Catasticta eurigania (Hewitson, 1870)
  - Catasticta ferra Brown, F & Gabriel, 1939
  - Catasticta flisa (Herrich-Schäffer, 1858)
  - Catasticta frontina Brown, F & Gabriel, 1939
  - Catasticta fulva Joicey & Rosenberg, 1915
  - Catasticta gelba Brown, F & Gabriel, 1939
  - Catasticta hegemon Godman & Salvin, 1889
  - Catasticta huebneri Lathy & Rosenberg, 1912
  - Catasticta incerta (Dognin, 1888)
  - Catasticta lanceolata Lathy & Rosenberg, 1912
  - Catasticta leucophaea Lathy & Rosenberg, 1912
  - Catasticta lisa Baumann & Reissinger, 1969
  - Catasticta lycurgus Godman & Salvin, 1880
  - Catasticta manco (Doubleday, 1848)
  - Catasticta modesta (Lucas, 1852)
  - Catasticta nimbata Joicey & Talbot, 1918
  - Catasticta nimbice (Boisduval, 1836)
  - Catasticta notha (Doubleday, 1847)
  - Catasticta philais (Felder, C & R Felder, 1865)
  - Catasticta philodora Brown, F, 1939
  - Catasticta philone (Felder, C & R Felder, 1865)
  - Catasticta philoscia (Felder, C & R Felder, 1861)
  - Catasticta philothea (Felder, C & R Felder, 1865)
  - Catasticta pieris (Hopffer, 1874)
  - Catasticta pillcopata Bollino, 2008
  - Catasticta pinava (Doubleday, 1847)
  - Catasticta prioneris (Hopffer, 1874)
  - Catasticta pyrczi Bollino, 2008
  - Catasticta radiata (Kollar, 1850)
  - Catasticta reducta Butler, 1896
  - Catasticta rileya Brown, F & Gabriel, 1939
  - Catasticta scaeva Röber, 1909
  - Catasticta scurra Röber, 1924
  - Catasticta seitzi Lathy & Rosenberg, 1912
  - Catasticta sinapina Butler, 1896
  - Catasticta sisamnus (Fabricius, 1793)
  - Catasticta smithia Brown, F & Gabriel, 1939
  - Catasticta suadela (Hopffer, 1874)
  - Catasticta suasa Röber, 1908
  - Catasticta susiana (Hopffer, 1874)
  - Catasticta tamsa Brown, F & Gabriel, 1939
  - Catasticta theresa Butler & Druce, 1874
  - Catasticta troezene (Felder, C & R Felder, 1865)
  - Catasticta watkinsi Lathy & Rosenberg, 1912
- ondergeslacht Hesperochoia Reissinger, 1972
  - Catasticta apaturina Butler, 1901
  - Catasticta atahualpa (Eitschberger & Racheli, 1998)
  - Catasticta chrysolopha (Kollar, 1850)
  - Catasticta cora (Lucas, 1852)
  - Catasticta duida Brown, F, 1932
  - Catasticta poujadei (Dognin, 1887)
  - Catasticta revancha Rey & Pyrcz, 1996
  - Catasticta similis Lathy & Rosenberg, 1912
  - Catasticta superba Lathy & Rosenberg, 1912
  - Catasticta teutila (Doubleday, 1847)
  - Catasticta thomasorum Jasinski, 1998
  - Catasticta toca (Doubleday, 1847)
  - Catasticta tomyris (Felder, C & R Felder, 1865)
  - Catasticta truncata Lathy & Rosenberg, 1912
- ondergeslacht Leodontoia Reissinger, 1972
  - Catasticta abiseo Lamas & Bollino, 2004
  - Catasticta albofasciata Lathy & Rosenberg, 1912
  - Catasticta arborardens Reissinger, 1972
  - Catasticta amastris (Hewitson, 1874)
  - Catasticta cerberus Godman & Salvin, 1889
  - Catasticta cinerea Butler, 1897
  - Catasticta coerulescens (Eitschberger & Racheli, 1998)
  - Catasticta marcapita Röber, 1909
  - Catasticta paucartambo (Eitschberger & Racheli, 1998)
  - Catasticta rochereau Le Cerf, 1924
  - Catasticta rosea Joicey & Rosenberg, 1915
  - Catasticta semiramis (Lucas, 1852)
  - Catasticta socorrensis Fassl, 1915
  - Catasticta striata (Eitschberger & Racheli, 1998)
  - Catasticta tricolor Butler, 1897
  - Catasticta uricoecheae (Felder, C & R Felder, 1861)
  - Catasticta vilcabamba Lamas & Bollino, 2004
  - Catasticta vulnerata Butler, 1897
- incertae sedis
  - Catasticta eximia Röber, 1909
  - Catasticta giga Brown, F & Gabriel, 1939
  - Catasticta tamina Röber, 1909